# Jaasiël
Jaasiël war der Name mehrerer im biblischen 1. Buch der Chronik erwähnter Personen.

## Etymologie
Der hebräische Personenname יַעֲשִׂיאֵל ja‘ǎśî’el, deutsch ‚Jaasiël‘ ist ein Verbalsatzname bestehend aus Subjekt und Prädikat. Subjekt ist das theophore Element אֵל ’el „Gott“, Prädikat das Verb der Wurzel עשֹה ‘śh „machen“ in der Präformativkonjugation. Der Name bedeutet „Gott hat gemacht“. Das Verb zählt zu den Schöpfungstermini, der Kontext des Namens ist die Erschaffung des neugeborenen Kindes durch Gott.
Die Septuaginta gibt den Namen als Ιεσιηλ iesiēl (1 Chr 11,47 ), Οζιηλ oziēl (1 Chr 15,18 ) und Ασιηλ asiēl (1 Chr 27,21 ) wieder, die Vulgata immer als Iasihel.

## Held Davids
In 1. Chronik 11, 47  wird ein Jaasiël aus Zoba in der Liste der Helden Davids genannt. Er gehört jedoch nicht zur kürzeren Liste in 2. Samuel 23 , sondern nur zur Verlängerung der Liste in 1. Chronik 11, 26–47.

## Levit
In 1. Chronik 15, 18  wird ein Jaasiël als Teil einer Gruppe von Leviten genannt, die als Musikanten bei der Einholung der Bundeslade nach Jerusalem fungierten. Im Folgenden wird beschrieben, welches Instrument die einzelnen Leviten spielten. Jaasiël gehört dabei zu einer Gruppe, die „nach elamitischer Weise auf Harfen“ spielte.

## Fürst der Benjaminiter
Jaasiël, der Sohn Abners, wird in 1. Chronik 27, 21  als Fürst des Stammes Benjamin genannt.